# 托马索·莱奎奥·迪阿萨巴
托马索·莱奎奥·迪阿萨巴（義大利語：Tommaso Lequio di Assaba，1893年10月21日—1965年12月17日），意大利男子马术运动员。他曾代表意大利参加1920年、1924年和1928年夏季奥林匹克运动会马术比赛，共获得一枚金牌、一枚银牌和一枚铜牌。